# Hydroxyanisole butylé
Pour les articles homonymes, voir BHA.
L’hydroxyanisole butylé ou BHA est un conservateur utilisé comme additif alimentaire ainsi que dans les produits d'hygiène. C’est peut-être l’antioxydant synthétique le plus utilisé dans l’industrie alimentaire. Très efficace pour éviter l'oxydation des graisses et huiles, surtout celles d'origine animale, il est cependant suspecté d'être cancérogène, reprotoxique et perturbateur endocrinien. Le BHA est un mélange de 2-tertiobutyl-4-hydroxyanisole (2-BHA) et de 3-tertiobutyl-4-hydroxyanisole (3-BHA).
Il porte le numéro E320 dans l’Union européenne et se présente généralement sous la forme d’une cire blanche ou jaunâtre.
Il peut provoquer des réactions cutanées locales, ou des irritations des muqueuses (selon le répertoire d'équivalence des laboratoires Biogaran : ouvrage donné aux médecins par ce laboratoire, qui recense tous les génériques et leurs excipients à effets notoires).

## Toxicologie
Chez les animaux, il a été trouvé :
- des tumeurs au foie et à l’estomac ;
- des lésions au foie et aux reins à forte dose ;
- la masse du foie est augmentée et  l’activité de plusieurs enzymes hépatiques diminuée ;
- une diminution du sommeil ;
- une vitesse d’apprentissage ralentie ;
- des réflexes d’orientation diminués ;
- un développement des organes génitaux entravé ;
- des lésions au niveau de la glande thyroïde[7].

### Effets cancérigènes
L'Institut national de Santé des États-Unis souligne que le BHA peut être raisonnablement considéré comme ayant des effets cancérigènes sur l'humain, comme en témoignent des études réalisées sur des rats et des hamsters.

### Effets sur l'environnement
Le BHA est répertorié par l'OSPAR (Convention pour la protection du milieu marin de l'Atlantique du nord-est) comme une substance chimique préoccupante du fait de sa toxicité sur les organismes aquatiques et de son risque de bioaccumulation.